# Daniela Raimondi
Daniela Raimondi (geboren 1956 in Sermide) ist eine italienische Schriftstellerin.

## Leben
Daniela Raimondi lebte in Viggiù und zog dann nach Südamerika und von dort nach England, wo sie Spanisch und Lateinamerikastudien am King’s College, University of London, studierte. Sie arbeitete in England als Italienischlehrerin. Nach 30 Jahren ging sie wieder zurück und lebt in Sardinien.
Raimondi veröffentlichte im Jahr 2000 ihren ersten Gedichtband, dem mehrere Bände folgten, für die sie mit verschiedenen Literaturpreisen ausgezeichnet wurde. Das Manuskript ihres Debütromans La casa sull'argine erhielt 2018 den Premio Internazionale di Letteratura Città di Como. Das Buch erschien 2020 und wurde ein Bestseller, es wurde seither mehrfach übersetzt.

## Werke (Auswahl)
- Tessere piano un tempo nuovo. Piombino: Il foglio, 2000
- Dea profana. Siracusa: Associazione culturale I siracusani, 2001
- Distanza. Edizioni del Cenacolo, 2002
- Ellissi. Empoli: Ibiskos, 2004
- Inanna. Faenza: Mobydick, 2006
- Mitologie private. Marina di Massa: Edizioni Clandestine, 2007
- Entierro: monologo in versi. Faenza: Mobydick, 2009
- La regina di Ica. Rovigo: Il ponte del sale, 2012
- Diario della luce. Mit CD. Faenza: Mobydick, 2011
- Distanza. Rende: CFR, 2014
- Maria di Nazareth. Bearbeitung Ivan Fedeli. Pasturana: Puntoacapo, 2015
- I fuochi di Manikarnica: Mappe di viaggi, di luoghi e di popoli. London: Lingua Viva Publications, 2017
- La stanza in cima alle scale. Turin: Aragno, 2018
- Ornella Fiorini, Daniela Raimondi: Furestér. Mit CD. Pasturana: Puntoacapo, 2021
- La casa sull'argine: la saga della famiglia Casadio. Mailand: Narrativa 801, 2020
  - An den Ufern von Stellata. Roman. Übersetzung Judith Schwaab. Berlin: Ullstein, 2022
- Il primo sole dell’estate. TEA, 2024
  - Das erste Licht des Sommers. Roman. Übersetzung Judith Schwaab. Berlin: Ullstein, 2024. ISBN 978-3-5502-0289-6.